# The Good Doctor (film, 2011)
Pour les articles homonymes, voir The Good Doctor.
Pour plus de détails, voir Fiche technique et Distribution.
The Good Doctor est un film américain réalisé par Lance Daly, sorti en 2011.

## Synopsis
Un jeune médecin manœuvre pour rester en charge d'une patiente ayant une infection des reins.

## Fiche technique
- Titre : The Good Doctor
- Réalisation : Lance Daly
- Scénario : John Enbom
- Musique : Brian Byrne
- Photographie : Yaron Orbach
- Montage : Emer Reynolds
- Production : Dan Etheridge et Jonathan King
- Société de production : Code Red, Fastnet Films et Viddywell Productions
- Société de distribution : Magnolia Pictures (États-Unis)
- Pays :  États-Unis
- Genre : Drame et thriller
- Durée : 91 minutes
- Dates de sortie : 
  -  États-Unis : 22 avril 2011 (Festival du film de Tribeca), 31 août 2012

## Distribution
- Orlando Bloom : Dr. Martin Blake
- Riley Keough : Diane Nixon
- Taraji P. Henson : infirmière Theresa
- Rob Morrow : Dr. Waylans
- Michael Peña : Jimmy
- Troy Garity : Dan
- Molly Price : Mme. Nixon
- Wade Williams : M. Nixon
- Sorel Carradine : Valerie
- Gary Carlos Cervantes : M. Sanchez
- Monique Gabriela Curnen : infirmière Maryanne
- Jean St. James : infirmière Carol
- Evan Peters : Donny
- David Clennon : Dr Harbison

## Accueil
Le film a reçu un accueil mitigé de la part de la presse spécialisée. Il obtient un score moyen de 52 % sur Metacritic.